# Svartringlad pärlemorfjäril
Svartringlad pärlemorfjäril (Boloria eunomia) är en orange fjäril med brunsvarta oregelbundna linjer och fläckar. Den lever i våtmarker, till exempel torvmossar, och flyger i juni-juli. Svartringlad pärlemorfjäril finns framför allt i norra Europa, norra Asien samt Alaska och Kanada.

## Utseende

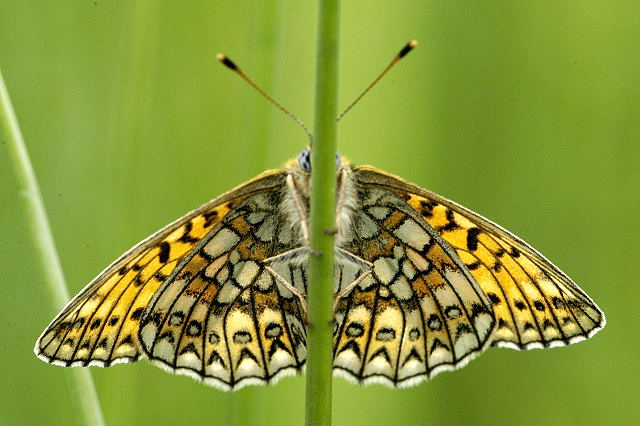
Undersidan på svartringlad pärlemorfjäril, fotograferad i Ardennerna.

Vingspannet varierar mellan 29 och 40 millimeter. Flera beskrivna underarter förekommer inom utbredningsområdet och utseendet mellan dessa kan skilja sig från varandra, främst vad gäller färgnyanser och hur skarpa eller diffusa vingarnas teckningar är. Honan är ibland mörkare på ovansidan än hanen, men i övrigt är de ganska lika varandra. Ovansidan är orange. Tvärs över vingarna, främst framvingen, finns oregelbundna brunsvarta linjer. Mot ytterkanterna finns ett band av runda brunsvarta fläckar och närmast ytterkanterna en tandad samt en rakare brunsvart linje. Framvingens undersida är ljusare orange med strödda brunsvarta fläckar. Bakvingens undersida är mönstrad med fält i rödorange, gult och vitt samt svartbruna linjer runt en del av fälten. Tvärs över bakvingen närmare ytterkanten finns ett band av små vita fläckar inringade med brunsvart.
Larven är ljusbrun med smala ljusare och mörkare längsgående linjer. Den är försedd med gulbruna taggar och blir upp till 20 millimeter lång.

## Levnadssätt
Denna fjäril, liksom alla andra fjärilar, genomgår under sitt liv fyra olika stadier; ägg, larv, puppa och fullvuxen (imago). En sådan förvandling kallas för fullständig metamorfos.
Flygtiden, den period när fjärilen är fullvuxen, infaller i juni-juli. Under flygtiden parar sig fjärilarna och honan lägger äggen. Ur ägget kläcks larven. Värdväxter, de växter larven lever på och äter av, är varierande beroende på var fjärilen lever. Några värdväxter som har rapporterats är bland annat odon, ormrot, rosling och arter i violsläktet och videsläktet.
Larverna växer inte färdigt den första sommaren, utan övervintrar. De fortsätter att äta på våren och i slutet av maj eller början av juni förpuppas de. Efter 2-3 veckor kläcks den fullbildade fjärilen ur puppan och en ny flygtid börjar.

### Habitat
Fjärilens habitat, den miljö den lever i, är våtmarker så som myrar och torvmossar.

## Utbredning
Den svartringlade pärlemorfjärilen förekommer lokalt i Europa, framför allt i bergsområden som Alperna och Pyrenéerna samt i norr. Utbredningsområdet fortsätter österut genom Kaukasus och västra och södra Sibirien till området kring Amur. I Nordamerika finns den i stora delar av Kanada, i Alaska samt delar av norra USA och i Klippiga bergen.
I Norden förekommer den i Sverige från Svealand och norrut, i östra halvan av Norge samt i hela Finland.

## Systematik
Ibland placeras denna art i släktet Proclossiana, men oftare anges detta som ett undersläkte till Boloria.